# Alice in Wonderland (Lucille McDonald)
Alice in Wonderland is de enige single uitgebracht door zangeres Lucille McDonald (1955).
McDonald was ooit lid van de band Moody Sec, maar trok naar Italië. Bij terugkomst in Nederland wilde ze haar zangcarrière weer oppakken. Ze kon de geluidsstudio in met een liedje geschreven door Leo Bennink van Jay Jays en The Motions, met tekst van P. Polpero en C. de Rijk. Zij werd daarbij begeleid door leden van de Rainbow Train, de band van Hans Vermeulen. Jody Pijper zong, Hans Hollestelle speelde gitaar, Jan Vermeulen speelde basgitaar en Nick Oosterhuis was pianist. Muziekproducenten waren Will Matla en Shell Schellekens, die laatste speelde ook drums. Onderwerp van de single is een bezoek aan de bioscoop waar de film Alice in Wonderland draait. Het werd op de B-kant aangevuld met het lied Selfportrait van Will Matla.
Het plaatje werd uitgebracht op het vrijwel onbekende platenlabel Gorilla, waarvan in 2022 maar weinig uitgaven zijn terug te vinden. Ondanks hevige airplay op de radio (vooral bij de AVRO) en een optreden in Toppop werd het plaatje geen grote hit. Het stond na vier weken in de tipparade te hebben gestaan één week genoteerd op de laatste plaats van de Nationale Hitparade, een top 30. Typerend is dat ze de Nederlandse Top 40 niet haalde; ze kwam in vijf weken niet verder dan plaats 4 in de tipparade van die lijst. Desalniettemin werd het opgenomen op ten minste drie verzamelalbums gewijd aan obscure singles.  
Van Lucille McDonald werd niets meer vernomen; er verscheen dus ook geen studioalbum waarop dit lied te horen is.